# سلحفاة حمراء الأذنين
السلحفاة حمراء الأذنين (الاسم العلمي: Trachemys scripta elegans) هي سلحفاة شبه مائية، فهي تعيش في الماء ولا تخرج منه إلا لهدف معين، وهي أكثر أنواع السلاحف انتشاراً كحيوانات أليفة في أنحاء العالم كله، وموطنها الأصلي هو الجزء الجنوبي من الولايات المتحدة فقط، إلا أنها أنتشرت في أماكن أخرى بسبب تجارة الحيوانات الأليفة، وهي تعيش في المياه العذبة فقط، كالأنهار والبحيرات والمستنقعات.

## التسمية
جاء اسم السلحفاة حمراء الأذنين من البقعة الحمراء المميزة من الجلد الموجودة حول أذنيها.

## السلوك
السلحفاة حمراء الأذنين حيوان مائي بالكامل تقريبا، وهي تخرج من الماء فقط لتتعرض لأشعة الشمس ولوضع البيض، وهي زواحف سريعة جدا، وتقوم باصطياد غذائها كلما سمحت لها الفرصة، وهي تتوخى الحذر من البشر ومن الحيوانات الأخرى، وإذا كانت على اليابسة تعود بسرعة إلى الماء عندما تشعر بالخطر.
لا تستطيع السلحفاة حمراء الأذنين إفراز اللعاب، لذلك فإنها كسائر السلاحف المائية تتناول غذائها في الماء.

## الشكل والحجم

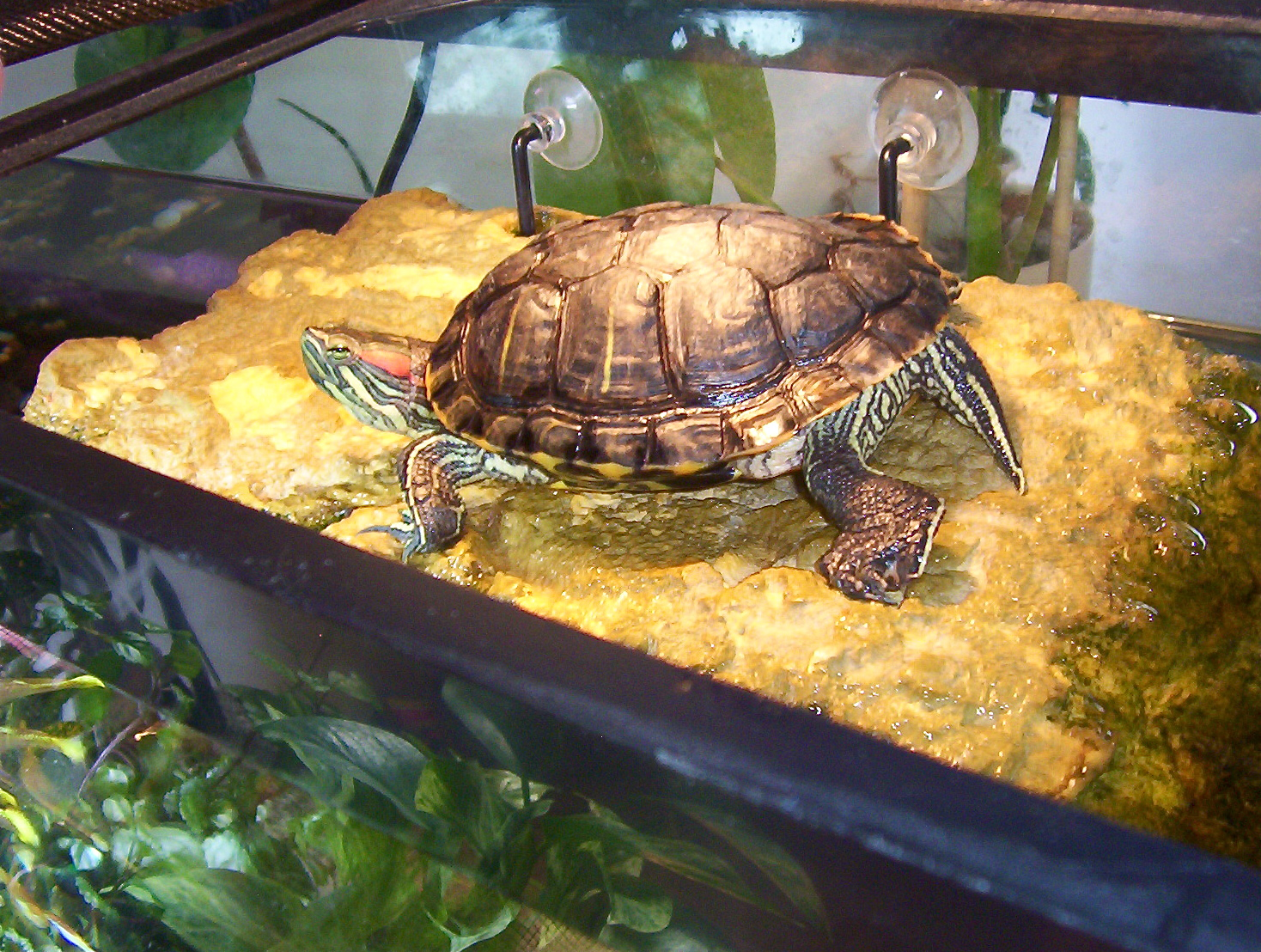
سلحفاة حمراء الأذنين تحت الضوء.

- يصل طول أنثى السلحفاة حمراء الأذنين إلى 25-33 سم، أما الذكور فإن طولها يصل إلى 20-25 سم فقط، أي أن ذكورها تكون في العادة أصغر من إناثها.
- للسلحفاة حمراء الأذنين أشرطة حمراء على جانبي رأسها يميزها عن كل أنواع السلاحف الأمريكية الأخرى.
- قوقعتها العلوية بيضوية ومسطحة (خصوصا عند الذكور)، ولونها بني غامق موشح بعلامات بنية مميزة.
- قوقعتها السفلية صفراء اللون، مرقطة بعلامات غامقة مزدوجة غير منتظمة.
- الرأس والأقدام والذيل خضراء اللون، مخططة بخطوط صفراء غير منتظمة.
- يكون ذيل الذكر أطول وأسمك من ذيل الأنثى، ومخالبها تكون أطول كذلك.

## الغذاء

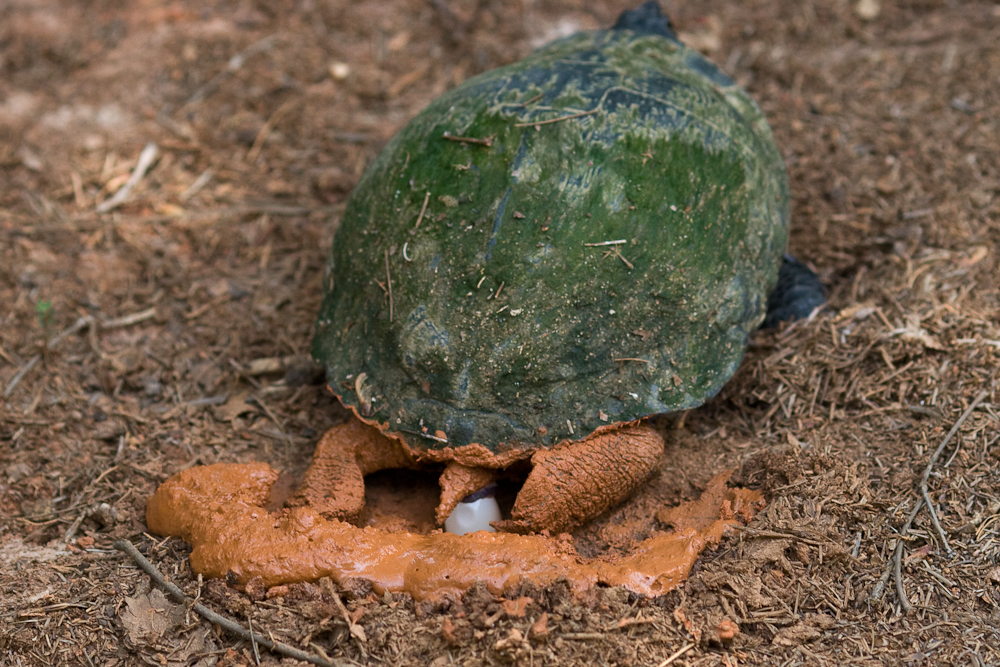
أنثى سلحفاة تضع البيض.

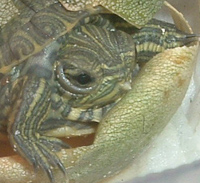
صغير سلحفاة عنده سن يسقط بعد سنة من خروجه من البيضة.

السلاحف حمراء الأذنين حيوانات حيوانية نباتية، وتتغذى أيضاً على الأسماك والسلطعونات وصغار الضفادع والحلزون، بالإضافة إلى أنواع كثيرة من النباتات البحرية، وهي بحاجة إلى الكالسيوم لدعم قوقعتها وإبقائها صلبة.
السلاحف الصغيرة أكثر تناولا للغذاء الحيواني من السلاحف الكبيرة. أما السلاحف المرباة كحيوانات أليفة، فإنها تأكل غذاء متنوعا من الخس والسمك والقريدس.

## البيات الشتوي
إن الزواحف لا تبيت بياتا شتويا بالكامل، وإنما تقلل من حركتها ونشاطها مع الاستمرار بتناول الغذاء بين حين وآخر. تبيت السلاحف حمراء الأذنين في فصل الشتاء في قيعان البرك والبحيرات الضحلة، وتصبح خاملة وغير نشيطة عندما تنخفض درجة الحرارة عن 10 درجات مئوية. أما السلاحف المرباة في الداخل فمن المفروض ألا تبيت بياتا شتويا، إذ يجب أن تكون الأحواض مدفأة ودرجة حرارتها ما بين 24 إلى 27 درجة مئوية.

## التكاثر ووضع البيض
يتم التزاوج عند السلاحف حمراء الأذنين في فصل الربيع وأول فصل الصيف، ويتم تحت الماء، ولا يتم إلا بعد أن تتم السلحفاتان خمس سنوات من عمرهما. إذا حملت الأنثى فإنها تزيد من ساعات تشمسها لتبقي البيض دافئا، وتغير طريقة غذائها، وتضع من البيض اثنتين إلى ثلاثين بيضة، والوقت بين التزاوج ووضع البيض يكون أياما أو أسابيع.
تفقس البيوض بعد 60 إلى 90 يوما من وضعها، إذ يقوم الصغير بشق البيضة وفتحها بسنه الذي يسقط بعد سنة تقريبا من خروجه من البيضة ولا ينمو مجددا أبدا.